# يو تاكاهاشي
يو تاكاهاشي (باليابانية: 高橋優) هو مغن مؤلف ياباني، ولد في 26 ديسمبر 1983 في يوكوته في اليابان.

## وصلات خارجية
- الموقع الرسمي
- يو تاكاهاشي على موقع ميوزك برينز (الإنجليزية)
- يو تاكاهاشي على موقع أول ميوزيك (الإنجليزية)
- يو تاكاهاشي على موقع ديسكوغز (الإنجليزية)
- يو تاكاهاشي على موقع ANN person (الإنجليزية)